# Journal du Diois et de la Drôme
Le Journal du Diois et de la Drôme est un journal à publication hebdomadaire. Son siège est situé à Die (Drôme), rue de la Citadelle.
Toutes les semaines, l'actualité de Die et des villages environnant y est relatée. Sa parution est le vendredi. Autrefois géré par l'imprimerie Cayol, depuis avril 2006, la société Journal du Diois et de la Drôme a été créée pour prendre en charge le journal.

## Journal de Die et de l’arrondissement

### XIXesiècle
Sorti des presses de l'imprimerie Jules Chevalier, le numéro 1 paraît le 19 janvier 1851 sous le nom de Journal de Die et de l’arrondissement. Cet hebdomadaire se définit alors comme une « feuille agricole, commerciale et littéraire ». La famille Chevalier n’a pas voulu fonder un journal politique, mais préférait ouvrir ses colonnes « aux discussions scientifiques ayant un but d’utilité locale et aux annales historiques et statistiques de l’arrondissement ».
Le journal imprimé la veille, paraît le dimanche. Le prix de l’abonnement est de 3 francs par an pour la localité et 4 francs pour le département. Il comporte quatre pages pour un format 30 x 40 cm et sa têtière arbore le blason de la ville de Die. On est abonné « indéfiniment jusqu’à avis contraire » !
La famille Chevalier qui a fondé l’imprimerie dans les années 1830 éditait de façon irrégulière à partir de 1832 des “affiches, annonces judiciaires et avis divers de la ville et de l’arrondissement de Die”.  Prenant de l’ampleur, celles-ci donneront naissance au « Journal de Die »
Dans les premières années, on retrouve principalement des annonces légales, judiciaires et de longs articles scientifiques sur l’histoire de Die, mais aussi des conseils (recettes précieuses pour les agriculteurs, méthode du Docteur Antonin Chevandier). Une rubrique locale est créée relatant les faits marquants de la vie locale, mais aussi des informations nationales et internationales.
En 1882, le journal était publié sous la direction d’Émile Chevalier. En 1885, Adrien Chevalier, archiviste à la bibliothèque nationale à Paris devient un collaborateur régulier avec sa célèbre chronique parisienne.

### XXe siècle
Le Journal de Die n’a cessé de paraître même pendant les deux guerres. Seuls les approvisionnements en papier et en encre réduiront son format, sa taille ; et sa parution perdra un peu de sa périodicité pendant ces périodes difficiles ou encore lors des changements de gérance.
Au fil des ans, des directeurs successifs ont pris la tête du Journal et de l’imprimerie qui lui a toujours été liée : dans la famille Chevalier, Jules et Emile. En 1920, l’imprimerie change de main avec l’acquisition par la famille Dalmais et Janon.  Paulin Philippe-Janon était le père de Marguerite Cayol. En 1926, L’imprimerie Dalmais et Cie devient l’Imprimerie Janon et Allamargeot. Jean Allamargeot est un camarade de captivité de Paulin Janon. Ces derniers donneront un nouvel essor au Journal de Die dont le tirage passe dans les années 30, de 300 à 2000 exemplaires. Le Journal déménage du n° 10 de la rue de l’Armellerie à la rue de la Citadelle (dans les locaux de l’ancien cinéma).
En 1935, l’imprimerie devient Janon et Cayol.  Augustin Cayol, le gendre de Paulin en assurera la direction à partir de 1939 jusqu’en 1966, date à laquelle il confie l’entreprise aux mains de son fils Georges, qui lui-même l’a cédera à sa fille Cécile en 1997.
Le Journal de Die ne paraît plus à partir du 6 juin 1944, et lors de l’occupation de la ville par les Allemands. À leurs départs, une édition spéciale sort le 5 août 1944 avec un message du maire de Die à ses concitoyens les invitant «  au calme et à la discipline ». Durant cette période deux exemplaires du « Diois libéré » sortiront néanmoins de l’imprimerie Cayol, les 8 et 14 juillet édité par les résistants communistes avec l'aide des typographes de l'imprimerie. L’imprimerie est mise à contribution pour imprimer des fausses cartes d’identité et divers documents pour la Résistance.  Avec l'arrivée des Allemands le 22 juillet dans Die, l'imprimerie est mise à sac et fermée.

## Le Courrier du Diois et de la Drôme
Le Journal reparaît le 14 octobre 1944 sous un autre titre, « le Courrier du Diois et de la Drôme », avec à sa tête une délégation de Résistants communistes sous la direction de René Courtin (Amédée Combe rédacteur en chef), et continue à être imprimé par l’imprimerie Cayol. Le Journal revient dans le giron de la famille Cayol en novembre 1947. Il prend alors son titre actuel « le Journal du Diois et de la Drôme » ; le premier numéro  paraît le 29 novembre 1947. S’il change de nom, il reprend la têtière de la formule précédente avec le blason de la ville de Die.
Le numéro est en vente au prix de 4 francs (200 F par an pour la Drôme et 250 F pour les autres départements). D’un format 36 x 50 cm, il ne compte qu’un simple feuillet. Le journal paraît le samedi. Peu à peu le journal s’étoffera et comportera même parfois quelques rares illustrations. On retrouve bien sûr des informations sur la vie locale, des annonces diverses.
Avec l’arrivée de l’offset dans l’imprimerie, le Journal adopte une nouvelle formule pour le 9 janvier 1987 avec une nouvelle têtière en deux couleurs. Désormais c’est le Glandasse qui orne le fronton de la première page du JDD. Le format change aussi et adopte celui du tabloïde (28 x 40 cm plié) pour 8 pages. Très vite il passera à 12 pages, puis définitivement à 16 pages en 1995. Le journal imprimé la veille, paraît le vendredi.
Si le journal a évolué ces dernières années dans sa forme (introduction de pages en couleurs en 2005), sur le fond, il n’a pas beaucoup changé suivant la vie locale au gré de son actualité diverse et variée, sa vie associative, sportive, politique, culturelle, les événements importants de la vie régionale, laissant aussi la place à la libre expression de ses lecteurs…
Le Journal qui avait suivi l’imprimerie dans l’installation de ses nouveaux locaux avenue de la Clairette (août 2003) revient dans ses locaux historiques en septembre 2012, lorsque l’imprimerie quitte le giron de la famille Cayol. Le journal est devenue indépendant de l’imprimerie en 2006. Il est toujours dirigé par Cécile Cayol.

## Extraits
« Dès septembre, le comité de rédaction avait reconnu qu’il n’était plus possible de conserver une formule qui ne correspondait plus ni aux contingences dioises, ni à la situation nationale. la seule solution honnête était donc de se saborder au lendemain des élections municipales. Nous avions voulu, aux heures enthousiastes de la libération créer un journal qui fidèle à l’esprit de la résistance, fit dans notre petit pays l’union des bonnes volontés. La division suscitée par la réapparition de M. Vérillon sur la scène politique locale, la mort de notre rédacteur en chef Amédée Combe, la maladie de plusieurs de nos collaborateurs m’ont laissé seul en compagnie de nos camarades communistes » écrit René Courtin .

## Personnalités du journal
Adrien Chevalier
Fils d’Émile Chevalier, né à Die, imprimeur et directeur du Journal de Die à la fin du XIXe siècle. On a de lui quelques poésies et plusieurs recueils.